# Clusia panapanari
Pour les articles homonymes, voir Bois roi.
Espèce
Synonymes
- Clusia colorans Klotzsch ex Engl.
- Clusia microphylla Engl.
- Quapoya panapanari Aubl. - Basionyme[1]

Clusia panapanari est une espèce de plantes à fleurs du genre Clusia et de la famille des Clusiaceae.
C'est un arbre néotropical.
En Guyane, on le connait génériquement sous les noms de Bois roi, Zognon danbois (Créole), Pelepele (Wayãpi), Patakwik (Palikur), Apuf, Cebola-grande-do-mato (Portugais).
On l'appelle Copeicillo au Venezuela.

## Taxonomie
Clusia panapanari est l'espèce type de la section Quapoya du genre Clusia telle que désignée par Planchon & Triana.
Clusia panapanari serait étroitement apparentée à Clusia comans.
La phylogénie de Clusia panapanari a été étudiée.

## Description
Clusia panapanari est un arbre terrestre ou épiphyte à lianescent, haut de 5–10 m.
Dioïque, les pieds mâles et femelle sont séparés.
Il produit un latex blanc.
Ses feuilles sont simples opposées.
Le limbe est cartacé à coriace, à bases cunéiformes, de forme obovale à l'oblancéolée, longue de (3)8-12 cm.
Les nervures secondaires sont indistincts sur la face inférieure, au contraire des canaux à latex bien visibles.
Le pétioles est mince, long de 2–6(15) mm.
Les bractées, bractéoles, sépales et staminodes sont rapidement caduques.
Les fleurs mâles présentent une androcée pentagonale, composée de nombreuses étamines et/ou staminodes noyées dans une structure résineuse à l'anthèse, avec les filets clavés à rudimentaires, les connectifs arrondis, et les anthères déhiscentes par une fente terminale.
Les fleurs femelles comporte 5 staminodes stérile (dépourvues d'anthères), (4)5 carpelles et stigmates, ces derniers sont papilleux, convexes, triangulaires à coins aigus.
Les jeunes fruit sont de forme ovoide-oblongue, longs d'environ 1 cm pour 0,8 mm de diamètre.
À maturité ils sont de forme ellipsoïde, longs de 8-14 mm pour 1–2 cm de diamètre, avec les stigmates longs de 1,5 à 3 mm formant une couronne à pointes acérées, et l'exocarpe terne, portant de nombreuses crêtes transversales.
Chaque cellule de la capsule contient 3-6 graines,.

## Répartition
Clusia panapanari est présent du Venezuela à la Guyane en passant par le Guyana et le Suriname.

## Écologie
Clusia panapanari pousse au Venezuela dans les forêts sempervirentes de basse altitude, et les ripisylves autour de 0–400 m d'altitude.
L'huile essentielle des fleurs de Clusia panapanari a été analysée : elle est caractérisée par l'abondance relative de dérivés d'acides gras (49,5%), d'isoprénoïdes (31,0%) et de Benzénoïdes (13,7%).
Les fleurs de Clusia panapanari sont pollinisées à Manaus de 7h30 à 17h30-18h00, par des abeilles Trigonini (principalement Ptilotrigona Lurida), et rarement des Meliponini (Melipona Seminigra), qui collectent sa résine.
Une autre étude rapporte que ces fleurs sont principalement visitées par des Euglossini et des Meliponinae,.
Les résines florales contiennent des dérivés de benzophénone.
Le latex de Clusia panapanari contient des dérivés d'acides gras (hexadécanol) et des isoprenoides (δ-Elemene, β-Elemene, (E)-α-Bergamontene, Aromadendrene, α-Humulene, γ-Muurolene, Germacrène D, Bicyclogermancrene, γ-Cadinene, δ-Cadinene, trans-γ-Bisabolene, Spathulenol, epi-α-Muurolol, Cubenol, et des traces d'α-Cadinene et de Khusimone).

## Usage
Clusia panapanari, comme les autres Clusia, est utilisé par les quimboiseurs Créoles, pour des usages magiques pour dominer d'autres personnes.
La décoction de Clusia panapanari est très utilisée en lavage externe chez les Palikur, pour soigner le sikgep (maladie signifiant « déchiré» et traduite par « blesse » ou coup en créole, correspondant à une douleur mobile en dessous des côtes, d'origine « magique » ou faisant suite à un effort excessif).
Le latex est employé comme cicatrisant externe en cas de blessure ou après une opération chirurgicale.
On soigne les maux d'estomac par la consommation répétée sur plusieurs jours, d'une décoction d'écorce.
Les Clusia contiennent des tanins en abondance et les feuilles sont riches en flavonoïdes.
Les fleurs de Clusia produisent des résines contenant des benzophénones prénylées et des xanthones.

## Protologue

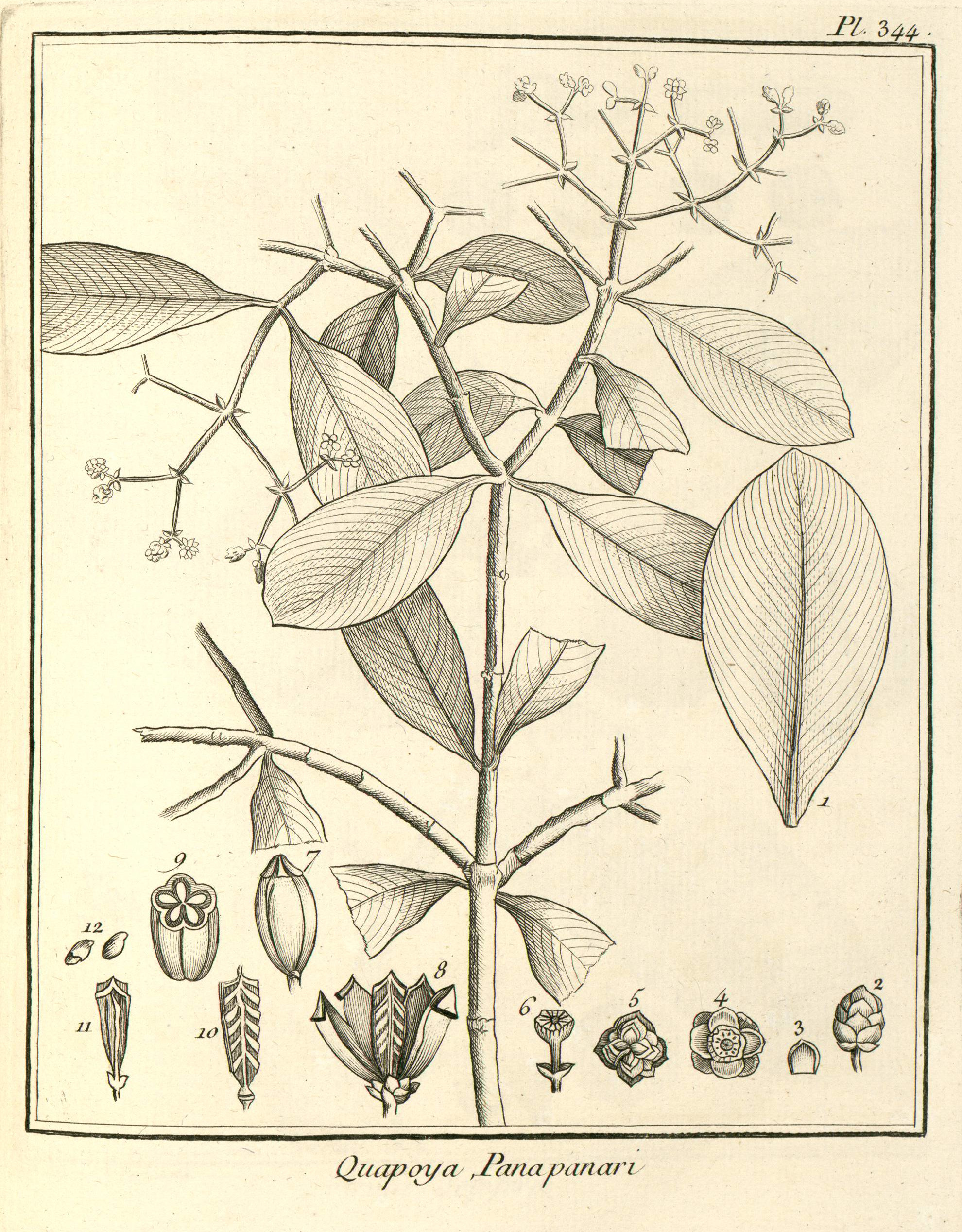
Clusia panapanari d'après Aublet, 1775
1. Feuille de grandeur naturelle. - 2. Bouton de fleur garni à ſa baſe de deux écailles. - 3. Écaille du calice ſéparée. - 4. Fleur épanouie. - 5. Fleur vue en deſſous. - 6. Étamines. - 7. Capſule. - 8. Capſule ouverte à cinq valves. Placenta. - Semences: - 9. Capſule coupée en travers. - 10. Placenta & ſemences. - 11. Placenta nud. - 12. Semences.

En 1775, le botaniste Aublet propose le protologue suivant : 

« QUAPOYA (Pana-panari). fructu oblongo. (Tabula 344.)

Hæc ſpecies differt à præcedenti foliis minùs craſſis ; floribus minoribus, pedunculo breviori innixis, fructu oblongo, craſſiori, ſubluteo.

Cortex vulneratus, & folia lacerata, ſuccum flavum, glutinoſum, effundunt, qui exſiccatus gummi guttam reſert, & ſimiliter in aqua ſolvitur. 

Habitat in ſylvis Guiana.

Nomen Caribæum PANA-PANARI.

LE QUAPOYER à fruit oblong. (Planche 344.)

Cette eſpèce diffère de la précédente [Clusia scandens (Aubl.) J.E.Nascim. & Bittrich] par ſes feuilles moins épaiſſes, moins charnues, & moins grandes, par ſes fleurs plus ſerrées & plus rapprochées ſur un pédoncule commun, & par ſes fruits plus gros & plus allongés ; ceux-ci ſont repréſentés dans leur groſſeur naturelle. L'écorce & les feuilles de cet arbriſſeau, quand on les entame, laiſſent échapper un ſuc jaune qui, étant deſſéché, reſſemble à la gomme gutte, & ſe diſſout comme elle dans l'eau.

Cet arbriſſeau eſt appellé PANA-PANARI par les Galibis. »

— Fusée-Aublet, 1775.